# Revisions
Revisions è il quinto album in studio del gruppo progressive rock 3, pubblicato nel 2009.

## Tracce
1. Anyone Human – 3:54
2. Rabid Animals – 4:04
3. The Better Half of Me – 3:38
4. Automobile – 4:14
5. Why – 3:53
6. Lexicon of Extremism – 2:47
7. Fable – 4:52
8. You've Been Shot – 4:48
9. Halloween – 2:59
10. The Emerald Undertow – 4:43
11. The Game – 3:52